# Ibotyporanga ramosae
Ibotyporanga ramosae là một loài nhện trong họ Pholcidae. Loài này được phát hiện ở Brasil.